# Brama Odrzańska w Raciborzu
Brama Odrzańska (Zamkowa) – nieistniejąca, jedna z trzech bram miejskich w Raciborzu. Znajdowała się u wylotu dzisiejszej ulicy Odrzańskiej, która prowadziła w stronę przeprawy na Odrze. Została rozebrana w 1828 roku.
Brama powstała najprawdopodobniej w XIII wieku. Znajdowała się w ciągu murów otaczających miasto i stanowiła do niego wejście od strony północnej. Można się było przez nią dostać do zamku i na Ostróg (przez drewniany most na Odrze) oraz do powstałej pod murami miasta osady Nowe Miasto (Rybaki). Teren przed bramą nazywano Przedmieściem Odrzańskim. W 1426 roku spłonęła w pożarze, jednak później została odbudowana. Rozebrano ją w 1828 roku, ponieważ groziła zawaleniem.